# 張邦瑞
張邦瑞（1456年—？年），字天鳳，直隸常州府宜興縣人，軍籍，治《易經》，明朝政治人物。

## 生平
應天府鄉試第六十六名舉人。弘治九年（1496年）中式丙辰科二甲第六十三名進士。

## 家族
曾祖張永德；祖父張元愷；父張述古，按察司僉事。母陸氏。